# 何泳芍
何泳芍（英語：Honey Ho Wing Cheuk，1994年7月22日—），香港女主持、演員及潛水教練，曾參加《2018年度香港小姐競選》和晉身最後五強，現為無綫電視經理人合約藝員。2022年加入J2台，是22位J2ers之一。

## 簡歷

### 早年生活
何泳芍家中有一個姐姐，自小皮膚黝黑而被同學取笑似菲律賓人，曾就讀聖愛德華天主教小學及賽馬會體藝中學，2017年畢業於恒生管理學院（今香港恒生大學）工商管理學系，且曾到美國留學。她唸書期間經常在學界比賽裡贏得多個獎項，亦開始任職徒手潛水教練，是香港潛水教練協會成員；而其古銅色的肌膚也受到外國人歡迎，故此令個人想法改變了，認為香港藝人都可如當地偶像一樣擁有相同膚色，所以選擇不漂白，即使拍照後又不刻意修圖。

### 參加選美及發展
何泳芍希望改變外界對健康膚色女生的想法，遂決定參加《2018年度香港小姐競選》，並因她是唯一參賽者擁有一身古銅色肌膚，所以吸引不少網民注目；決賽當晚原獲視為三甲大熱，惟最終只能晉級五強輒被淘汰出局，落敗後亦選擇加入無綫電視，同年10月中正式簽約成為經理人合約藝員，且入讀兩個月的短期無綫電視藝員訓練班；入行初期曾強逼自己減肥，卻因壓力太大導致患上暴食症。2020年6月，她疑因「樣貌不討好」而被無綫電視高層嫌棄，退出節目《學是學非》，但隨後否認傳聞。
2022年，何與廖慧儀、胡美貽及陳若思合作拍攝真人秀節目《港女野人》。四位主持會到香港不同地方進行戶外活動。

## 演出作品

### 電視劇
| 首播       | 劇名                           | 角色                                    |
| 無綫電視   |                                |                                         |
| 2019年至今 | 愛·回家之開心速遞              | 《勁靚天使》參選人（第650、655、675集） |
| 2019年至今 | 愛·回家之開心速遞              | Tina（第796集）                         |
| 2019年至今 | 愛·回家之開心速遞              | 護 士（第839、842、849、855集）         |
| 2019年至今 | 愛·回家之開心速遞              | 新 娘（第1171集）                       |
| 2019年至今 | 愛·回家之開心速遞              | 于佩佩（青年）（第1178集）                |
| 2019年至今 | 愛·回家之開心速遞              | 潛水教練（第1477集）                    |
| 2019年至今 | 愛·回家之開心速遞              | 港女野人（第1817集）                    |
| 2020年     | 那些我愛過的人                 | 蔡敏蕙中學同學（第2集）                 |
| 2020年     | 迷網                           | 職 員（第3集）                          |
| 2020年     | 踩過界II                       | 簡紹宏秘書（第5、16、18、19集）         |
| 2020年     | 大步走（myTV Gold 首播）       | 護 士（第21、22集）                     |
| 2020年     | 愛美麗狂想曲（myTV Gold 首播） | 秘 書（第12集）                         |
| 2021年     | 伙記辦大事                     | 非法賽車參與者（第2集）                 |
| 2021年     | 欺詐劇團                       | 信 徒（第3集）                          |
| 2021年     | 欺詐劇團                       | 員 工（第6集）                          |
| 2021年     | 智能愛人                       | Sandy                                   |
| 2021年     | 七公主                         | 便衣探員（第13集）                      |
| 2021年     | 七公主                         | 觀 眾（第26集）                         |
| 2021年     | 我家無難事                     | 美 女（第2集）                          |
| 2021年     | 把關者們                       | Peggy（第14集）                         |
| 2021年     | 換命真相                       | 中學生（第4、6、11集）                  |
| 2021年     | 拳王                           | 參加者（第10集）                        |
| 2021年     | 拳王                           | 觀 眾（第11集）                         |
| 2021年     | 拳王                           | 賓 客（第23集）                         |
| 2021年     | 拳王                           | 職 員（第25集）                         |
| 2021年     | 異搜店                         | 護 士（第2、4、5集）                    |
| 2022年     | 青春不要臉                     | 訓練班學員                              |
| 2022年     | 雙生陌生人                     | 美 女（第11、12集）                     |
| 2022年     | 痞子殿下                       | 仇亞珍（哨牙珍）                        |
| 2022年     | 白色強人II                     | 便衣警察（第26集）                      |
| 2022年     | 超能使者                       | 美 女（第10集）                         |
| 2022年     | 輕·功                          | 大 師（第17集）                         |
| 2022年     | 有種好男人                     | 政要下屬（第5集）                       |
| 2023年     | 隱門                           | 護 士（第22集）                         |
| 2025年     | 痞子無間道                     | 金 珍（細哨）                           |
| 邵氏兄弟   |                                |                                         |
| 2025年     | 執法者們                       | 阮倩珩（鐵男）                          |

### 主持節目
| 首播       | 節目名         | 備註                                                                 |
| 無綫電視   |                |                                                                      |
| 2019年     | 今期流行       | 第二輯、第26集加入                                                   |
| 2019年     | 姊妹淘         | 第三輯、固定演出嘉賓                                                 |
| 2019年     | 學是學非       | 第七輯、主持之一                                                     |
| 2020年     | 3日2夜         | 第四輯、第14、15集主持（與謝芷倫）                                   |
| 2022年至今 | 開卷           | 主持之一（與林溥來、涂毓麟、伍韻婷、布樂文）                         |
| 2022年至今 | 關注關注組     | 主持之一（與鄧梓峰、伍韻婷、黃嘉雯、廖慧儀、譚焯升、施焯日、蔡景行） |
| 2022年     | 學是疫學非     | 第二輯、主持之一                                                     |
| 2022年     | 職工頭圍用膳   | 主持之一（與張寶兒、思霆）                                           |
| 2022年     | 港女野人       | 主持之一（與胡美貽、廖慧儀及陳若思）                                 |
| 2023年     | 學是學非學環保 | 主持之一                                                             |
| 2024年     | J Sport        | 主持之一                                                             |

### 綜藝節目
| 首播     | 節目名                            | 備註         |
| 無綫電視 |                                   |              |
| 2018年   | 2018年度香港小姐競選              | 入圍最後五強 |
| 2018年   | 星光熠熠耀保良2018                | 固定演出     |
| 2018年   | TVB 50+1周年再出發                | 固定演出嘉賓 |
| 2018年   | TVB 50+1再出發節目巡禮2019        | 固定演出嘉賓 |
| 2018年   | 萬千星輝賀台慶2018                | 固定演出嘉賓 |
| 2018年   | 歡樂滿東華2018                    | 固定演出嘉賓 |
| 2019年   | 全城躍動 第七屆全港運動會開幕典禮 | 固定演出嘉賓 |
| 2019年   | 公益金萬眾同心50年                | 固定演出嘉賓 |
| 2020年   | 開運王團年迎金鼠                  | 固定演出嘉賓 |
| 2020年   | 網購攻略＋big big shop感謝祭      | 固定演出嘉賓 |
| 2020年   | 萬眾同心公益金2020                | 固定演出嘉賓 |
| 2020年   | 娛樂大家（第四輯）                | 固定演出嘉賓 |
| 2021年   | 明星運動會                        | 固定演出     |
| 2022年   | 不可能任務                        | 固定演出     |
| 2022年   | 同心同行齊抗疫                    | 固定演出     |
| 2022年   | J2再出世                          | 固定演出     |

### 音樂錄像
- 2020年：Happy Live《不是富二代》

## 曾獲獎項與提名
| 年份   | 獎項                                   | 結果 |
| ------ | -------------------------------------- | ---- |
| 2020年 | 萬千星輝頒獎典禮2020「最佳節目主持」   | 提名 |
| 2022年 | 萬千星輝頒獎典禮2022「最佳女主持」     | 提名 |
| 2022年 | 萬千星輝頒獎典禮2022「飛躍進步女藝員」 | 提名 |

## 外部連結
- 何泳芍的Facebook專頁
- Honey Ho 何泳芍的Facebook專頁
- 何泳芍的Instagram帳戶
- 《2018香港小姐競選》 - 14號 何泳芍 Honey Ho